# Karshomyia townsendi
Karshomyia townsendi är en tvåvingeart som beskrevs av Ephraim Porter Felt 1912. Karshomyia townsendi ingår i släktet Karshomyia och familjen gallmyggor.
Artens utbredningsområde är Peru. Inga underarter finns listade i Catalogue of Life.